# 道僧格
道僧格（どうそうかく）は、中国の唐代に設けられた格であり、律令中の出家者を統制するための法令である。日本の僧尼令の元となった。

## 概要
中国で、仏教および道教の教団が成立した後漢代以来、各教団の出家者である道士・女冠（女道士）・僧・尼を取り締まる法令は存在していた。唐代になって、律令中において、それらが集成されたのが、道僧格である。
その成立は、637年（貞観11年）のことと考えられている。また、道教を優位に置き、宮中での席次を「道先仏後」とする唐朝の施策と同様に、この格の名称も道士・女冠を先として、僧道格ではなく道僧格となっている。
しかし、その道僧格の本文は散逸してしまい、現存していない。但し、唐の道僧格は、日本の僧尼令の成立に影響を与えたため、随所に道僧格からの引用が見られる。故に、今日では、失われた道僧格を、僧尼令などから採録して再構成し、復元する試みがなされている。

## 復元された条文
観玄象
玄象を上観し、災祥を仮説し、語の国家に及び、百姓を妖惑するもの、并びに犯に兵書を習読し、殺人・姦盗するもの、及び聖道を得たるを詐称し、獄成る者は、赦に会うと雖も、猶お還俗せしむ。並びに法律に依り、官司に付して科罪せよ。
移名
移名することを得ず。若し詐りて方便を為し、他者に移名すれば、並びに還俗せしめ、律に依り科罪せよ。其の由る所の人は与に同罪たらん。
常律推断
徒以上を犯せば、官司に送り、常律に依り推断せよ。…許すに告牒を以ってし、徒一年に当たる。若し余罪あれば、律に依りて科断せよ。如し百杖以下を犯せば、杖十毎に、苦使十日せしむ。…若し苦使の条制外の犯罪にして、還俗に至らざれば、三綱に量事に依りて科罰せしむ。其の罰を被るの人は、本寺観の三綱及び徒衆の事を糺告するを得ず。
苦使
苦使を犯す者あれば、三綱が立案鏁閇し、一空院内に放ち、其の写経せしむること、日に五紙を課す。日の満つれば紙数を検し、足れば放出せよ。若し書を解せざれば、土木作に遣執せしめ、功徳等の使を修営せしむ。其の老小は時量に臨むのみ。贖うべからず。
衣服
衣服は、皆な木蘭・青碧・皁荊黄・緇壊の色を以ってすべし。若し綾羅を服し、及び輒りに俗服を著する者は、還俗せしむ。
三宝物
三宝物を以って、官寮に餉饋し、朋党に勾合する者は、還俗せしむ。及び三綱を毀罵し、長宿を凌突する者は、苦使せしむ。
飲酒
飲酒食肉し、五辛を設食する者は、苦使せしむ。若し酒酔して人と闘打する者は、還俗せしむ。
作音楽
音楽博戯を作す者は、苦使せしむ。
歴門教化
歴門教化する者あれば、百日苦使せしむ。
占相吉凶
吉凶を占相する者は、還俗せしむ。
私畜
奴婢・田宅・資材を私畜するを得ず。
※ 全条文とも、「諸て、道士・女冠、僧尼は、」で始まるが、重複するので省略した。